# Vasile Aftenie
Vasile Aftenie (Lodroman, 14 giugno 1899 – Văcărești, 10 maggio 1950) è stato un vescovo cattolico rumeno della Chiesa greco-cattolica rumena.

## Biografia
Vasile Aftenie nacque a Lodroman il 14 maggio 1899 da Petru e Agafia.

### Formazione e ministero sacerdotale
Compì gli studi primari nel suo villaggio natale e a Blaj e quelli secondari a Blaj. Nel 1917 fu arruolato dall'esercito e combatté in Galizia e in Italia. Nel 1919 si iscrisse alla facoltà teologica e in seguito fu inviato a studiare al Pontificio collegio greco di Sant'Atanasio a Roma. Nel 1925 conseguì il dottorato in filosofia e teologia e fece ritorno in patria.
Il 1º gennaio 1926 fu ordinato presbitero per l'arcieparchia di Făgăraș e Alba Iulia da monsignor Vasile Suciu. Dopo un mese fu nominato professore all'Accademia di teologia di Blaj. Venne poi nominato protopope di Bucarest, nonché canonico del capitolo arcivescovile di Blaj. Il 1º ottobre 1939 divenne rettore dell'Accademia di teologia di Blaj.

### Ministero episcopale
Il 12 aprile 1940 papa Pio XII lo nominò vescovo ausiliare di Făgăraș e Alba Iulia e titolare di Ulpiana. Ricevette l'ordinazione episcopale il 5 giugno successivo nella cattedrale della Santissima Trinità di Blaj dall'arcieparca metropolita di Făgăraș e Alba Iulia Alexandru Nicolescu, co-consacranti l'eparca di Maramureș Alexandru Rusu e quello di Lugoj Ioan Balan.
Il 15 giugno 1941, qualche giorno dopo la morte dell'arcivescovo Alexandru Nicolescu, divenne amministratore apostolico dell'arcieparchia di Făgăraș e Alba Iulia.
Nel 1948 il nuovo regime comunista mise fuori legge la Chiesa greco-cattolica rumena e gli sforzi delle autorità per comprometterlo fallirono. Nell'ottobre del 1948 monsignor Aftenie rimproverò severamente i 36 ex sacerdoti greco-cattolici che avevano aderito all'Ortodossia e che avevano lasciato Cluj per recarsi nella sede del patriarcato a Bucarest per aderire formalmente alla Chiesa ortodossa rumena, abbandonando quella greco-cattolica. I delegati di Cluj erano al ristorante Capşa quando monsignor Aftenie li sgridò in pubblico. Più tardi, molti di loro confessarono di essere stati obbligati ad aderire all'Ortodossia. Uomo di dialogo e di schietta bonomia, perciò a torto considerato arrendevole dal regime, gli fu persino proposto, in cambio della sua "conversione", di divenire patriarca ortodosso di Bucarest. Rispose: "Né la mia fede né la mia nazione sono in vendita".
Monsignor Aftenie venne arrestato il 28 ottobre o il 29 dicembre sulla Piața Romană, una piazza del centro di Bucarest, subito dopo aver lasciato la chiesa di San Basilio. Insieme ad altri cinque vescovi greco-cattolici fu portato a Dragoslavele e poi al monastero ortodosso Caldarusani, trasformato in un campo di concentramento. Nel maggio del 1949 venne trasferito e isolato presso il Ministero degli interni, ove subì orrende torture per ordine del generale Alexandru Nikolski, membro della Securitate.
Mutilato, con la barba strappata, paralizzato, mentalmente infranto ma deciso nella fede, fu rinchiuso nel carcere di Văcărești, ove morì il 10 maggio 1950.
Poiché era molto alto e non si adattava alla scatola di legno, usata al posto della bara, nella quale era seduto, gli furono mozzate le gambe. Inizialmente, le autorità ordinarono che il corpo venisse bruciato, ma infine fu sepolto nel cimitero di Bellu a Bucarest con rito religioso officiato da un prete romano-cattolico. Il rito venne condotto in segreto diversi giorni dopo che monsignor Aftenie era stato sepolto di notte alla sola presenza di ufficiali della Securitate. Un altro prete, autorizzato dalle autorità comuniste, portò poi una croce sulla sua tomba recanti le sue iniziali e l'anno della sua morte: "VA = 1950".
Nel 1990 fu eretta una lapide di marmo bianco con la sua immagine. La sua tomba divenne un luogo di pellegrinaggio ed è sempre adornata con candele e fiori. Monsignor Aftenie è invocato per l'aiuto e l'assistenza e gli sono stati attribuiti diversi miracoli.
Nel 2010 i suoi resti furono esumati e il 13 maggio tumulati in una chiesa greco-cattolica di Bucarest.

## Beatificazione
Il processo di beatificazione iniziò il 28 gennaio 1997 con la dichiarazione di nihil obstat alla causa. Tale atto gli concesse il titolo di Servo di Dio. Il processo eparchiale approfondì la sua vita e quella degli altri sei vescovi greco-cattolici perseguitati dal regime comunista attraverso la raccolta di documentazione e di testimonianze. Esso si svolse dal 16 gennaio 1997 al 10 marzo 2009. Alla fine di questo processo locale le conclusioni vennero inviate alla Congregazione delle cause dei santi a Roma che convalidò il processo il 18 febbraio 2011. Il 27 maggio dell'anno successivo venne nominato un relatore per aiutare il postulatore a redigere la positio. Nell'aprile del 2018 la positio venne consegnata alla Congregazione delle cause dei santi.
Il 19 marzo 2019 papa Francesco ricevette in udienza privata il cardinale Giovanni Angelo Becciu, prefetto della Congregazione delle cause dei santi, e lo autorizzò a promulgare il decreto riguardante il martirio dei Servi di Dio Valeriu Traian Frențiu, Vasile Aftenie, Ioan Suciu, Titu Liviu Chinezu, Ioan Bălan, Alexandru Rusu e Iuliu Hossu, vescovi; uccisi in odio alla fede in diversi luoghi della Romania tra il 1950 e il 1970.
Vennero beatificati il 2 giugno 2019 durante una cerimonia tenutasi al Campo della Libertà di Blaj e presieduta da papa Francesco.
Il postulatore per questa causa di beatificazione congiunta fu padre Vasile Man. Il relatore fu il frate francescano conventuale Zdzisław Kijas.

## Genealogia episcopale
La genealogia episcopale è:
- Patriarca Geremia II Tranos
- Arcivescovo Michal Rahoza
- Arcivescovo Hipacy Pociej
- Arcivescovo Iosif Rucki
- Arcivescovo Antin Selava
- Arcivescovo Havryil Kolenda
- Arcivescovo Kyprian Žochovs'kyj
- Arcivescovo Lev Zaleski
- Arcivescovo Jurij Vynnyc'kyj
- Arcivescovo Luka Lev Kiszka
- Vescovo György Bizánczy
- Vescovo Inocențiu Micu-Klein, O.S.B.M.
- Vescovo Mihály Emánuel Olsavszky, O.S.B.M.
- Vescovo Vasilije Božičković, O.S.B.M.
- Vescovo Grigore Maior, O.S.B.M.
- Vescovo Ioan Bob
- Vescovo Samuel Vulcan
- Vescovo Ioan Lemeni
- Vescovo Vasile Erdély
- Arcivescovo Alexandru Şterca Şuluţiu de Kerpenyes
- Vescovo Iosif Papp-Szilágyi
- Arcivescovo Ioan Vancea (Vancsa)
- Arcivescovo Victor Mihaly de Apşa
- Vescovo Demetriu Radu
- Arcivescovo Vasile Suciu
- Arcivescovo Alexandru Nicolescu
- Vescovo Vasile Aftenie